# Scottish Premier League 2012-2013
La Scottish Premier League 2012-2013 (denominata per ragioni di sponsorizzazione Clydesdale Bank Scottish Premier League) è stata la 116ª edizione della massima serie del campionato scozzese di calcio, l'ultima disputata con il nome di Premier League. Il torneo è stato disputato tra il 4 agosto 2012 e il 19 maggio 2013 e si è concluso con la vittoria dei Celtic, al suo quarantaquattresimo titolo, il secondo consecutivo.
Capocannoniere del torneo è stato Michael Higdon (Motherwell) con 26 reti.

## Stagione

### Novità
Dalla First Division è stato promosso il Ross County, al suo esordio in Premier League, che sostituisce il Dunfermline, retrocesso al termine della stagione precedente.
I Rangers non sono riusciti a uscire dall'amministrazione controllata e la società è stata avviata alla liquidazione. Il 4 luglio 2012 l'assemblea della Scottish Premier League ha rifiutato l'ammissione alla nuova società nata al suo posto, con 10 voti contrari e uno favorevole. I Rangers sono stati collocati nella Scottish Third Division, il livello più basso del calcio professionistico scozzese (quarto livello). Al loro posto è stato ripescato il Dundee, secondo classificato della First Division. Per la prima volta quindi, la Scottish Premier League sarà priva dell'Old Firm.
È stata l'ultima stagione della Scottish Premier League. Con l'unione tra la SPL e SFL nella nuova Scottish Professional Football League il campionato assumerà il nome di Scottish Premiership.
Sulla base del ranking UEFA per l'anno 2012, il campionato scozzese è sceso al 18º posto, perdendo uno slot per la Champions League. Rimangono i due slot per l'Europa League più uno dedicato alla vincente della Scottish Cup.

### Formula
La stagione era divisa in due fasi: nella prima fase le dodici squadre partecipanti si incontravano tra di loro per tre volte, per un totale di 33 incontri per squadra. Nella seconda fase venivano disputate le poule per il titolo e quelle per la retrocessione: alla poule per il titolo partecipavano le prime sei classificate, alla poule retrocessione le ultime sei; veniva conservato il punteggio della prima fase; in questa seconda fase le sei squadre di ogni girone incontravano le altre in gare di sola andata per un totale di cinque ulteriori incontri.
Al termine della stagione la squadra ultima classificata retrocedeva.

## Squadre partecipanti
| Club          | Stagione | Città      | Stadio             | Stagione precedente                            |
| ------------- | -------- | ---------- | ------------------ | ---------------------------------------------- |
| Aberdeen      | dettagli | Aberdeen   | Pittodrie Stadium  | 9º posto in Scottish Premier League            |
| Celtic        | dettagli | Glasgow    | Celtic Park        | 1º posto in Scottish Premier League            |
| Dundee        | dettagli | Dundee     | Dens Park          | 2º posto in Scottish First Division, ripescato |
| Dundee Utd    | dettagli | Dundee     | Tannadice Park     | 4º posto in Scottish Premier League            |
| Hearts        | dettagli | Edimburgo  | Tynecastle Stadium | 5º posto in Scottish Premier League            |
| Hibernian     | dettagli | Edimburgo  | Easter Road        | 11º posto in Scottish Premier League           |
| Inverness     | dettagli | Inverness  | Caledonian Stadium | 10º posto in Scottish Premier League           |
| Kilmarnock    | dettagli | Kilmarnock | Rugby Park         | 7º posto in Scottish Premier League            |
| Motherwell    | dettagli | Motherwell | Fir Park           | 3º posto in Scottish Premier League            |
| Ross County   | dettagli | Dingwall   | Victoria Park      | 1º posto in Scottish First Division, promosso  |
| St. Johnstone | dettagli | Perth      | McDiarmid Park     | 6º posto in Scottish Premier League            |
| St. Mirren    | dettagli | Paisley    | St. Mirren Park    | 8º posto in Scottish Premier League            |

## Stagione regolare

### Classifica finale
Fonte:
|  | Pos. | Squadra       | Pt | G  | V  | N  | P  | GF | GS | DR  |
|  | ---- | ------------- | -- | -- | -- | -- | -- | -- | -- | --- |
|  | 1.   | Celtic        | 69 | 33 | 21 | 6  | 6  | 78 | 30 | +48 |
|  | 2.   | Motherwell    | 54 | 33 | 15 | 9  | 9  | 56 | 43 | +13 |
|  | 3.   | Inverness     | 51 | 33 | 12 | 15 | 6  | 58 | 49 | +9  |
|  | 4.   | St. Johnstone | 46 | 33 | 11 | 13 | 9  | 39 | 38 | +1  |
|  | 5.   | Ross County   | 45 | 33 | 11 | 12 | 10 | 42 | 43 | -1  |
|  | 6.   | Dundee Utd    | 44 | 33 | 10 | 14 | 9  | 48 | 52 | -4  |
|  | 7.   | Kilmarnock    | 42 | 33 | 10 | 12 | 11 | 47 | 43 | 4   |
|  | 8.   | Aberdeen      | 41 | 33 | 10 | 11 | 12 | 38 | 41 | -3  |
|  | 9.   | Hibernian     | 40 | 33 | 10 | 10 | 13 | 40 | 47 | -7  |
|  | 10.  | Hearts        | 37 | 33 | 9  | 10 | 14 | 34 | 45 | -11 |
|  | 11.  | St. Mirren    | 36 | 33 | 8  | 12 | 13 | 40 | 51 | -11 |
|  | 12.  | Dundee        | 23 | 33 | 5  | 8  | 20 | 22 | 60 | -38 |

Legenda:
      Ammesse alla poule per il titolo
      Ammesse alla poule salvezza
Regolamento:
Tre punti a vittoria, uno a pareggio, zero a sconfitta.
A parità di punti, le posizioni in classifica venivano determinate sulla base della differenza reti.

## Poule per il titolo/salvezza

### Classifica finale
Fonte:
|       | Pos. | Squadra       | Pt | G  | V  | N  | P  | GF | GS | DR  |
| ----- | ---- | ------------- | -- | -- | -- | -- | -- | -- | -- | --- |
|       | 1.   | Celtic        | 79 | 38 | 24 | 7  | 7  | 92 | 35 | +57 |
|       | 2.   | Motherwell    | 63 | 38 | 18 | 9  | 11 | 67 | 51 | +16 |
|       | 3.   | St. Johnstone | 56 | 38 | 14 | 14 | 10 | 45 | 44 | +1  |
|       | 4.   | Inverness     | 54 | 38 | 13 | 15 | 10 | 64 | 60 | +4  |
|       | 5.   | Ross County   | 53 | 38 | 13 | 14 | 11 | 47 | 48 | -1  |
|       | 6.   | Dundee Utd    | 47 | 38 | 11 | 14 | 13 | 51 | 62 | -11 |
|       |      |               |    |    |    |    |    |    |    |     |
| [ 7 ] | 7.   | Hibernian     | 51 | 38 | 13 | 12 | 13 | 49 | 52 | -3  |
|       | 8.   | Aberdeen      | 48 | 38 | 11 | 15 | 12 | 41 | 43 | -2  |
|       | 9.   | Kilmarnock    | 45 | 38 | 11 | 12 | 15 | 52 | 53 | -1  |
|       | 10.  | Hearts        | 44 | 38 | 11 | 11 | 16 | 40 | 49 | -9  |
|       | 11.  | St. Mirren    | 41 | 38 | 9  | 14 | 15 | 47 | 60 | -13 |
|       | 12.  | Dundee        | 30 | 38 | 7  | 9  | 22 | 28 | 66 | -38 |

Legenda:
      Campione di Scozia e qualificato al secondo turno preliminare della UEFA Champions League 2013-2014.
      Qualificato al terzo turno preliminare della UEFA Europa League 2013-2014.
      Qualificato al secondo turno preliminare della UEFA Europa League 2013-2014.
      Retrocesso in Scottish Championship 2013-2014.
Regolamento:
Tre punti a vittoria, uno a pareggio, zero a sconfitta.
A parità di punti, le posizioni in classifica venivano determinate sulla base della differenza reti.

## Statistiche

### Squadre

#### Capoliste solitarie
|    | ——     | ——     | ——     | ——     | ——  | ——     | ——     | ——     | ——     | ——     | ——     | ——     | ——     | ——     | ——     | ——     | ——     | ——     | ——     | ——     | ——     | ——     | ——     | ——     | ——     | ——     | ——     | ——     | ——     | ——     | ——     | ——     | ——     | ——     | ——     | ——     | ——     | —— |  |
|    | Celtic | Celtic | Celtic | Celtic | Mot | Celtic | Celtic | Celtic | Celtic | Celtic | Celtic | Celtic | Celtic | Celtic | Celtic | Celtic | Celtic | Celtic | Celtic | Celtic | Celtic | Celtic | Celtic | Celtic | Celtic | Celtic | Celtic | Celtic | Celtic | Celtic | Celtic | Celtic | Celtic | Celtic | Celtic | Celtic | Celtic |    |  |
|    |        |        |        |        |     |        |        |        |        |        |        |        |        |        |        |        |        |        |        |        |        |        |        |        |        |        |        |        |        |        |        |        |        |        |        |        |        |    |  |
|    |        |        |        |        |     |        |        |        |        |        |        |        |        |        |        |        |        |        |        |        |        |        |        |        |        |        |        |        |        |        |        |        |        |        |        |        |        |    |  |
| 1ª | 2ª     | 3ª     | 4ª     | 5ª     | 6ª  | 7ª     | 8ª     | 9ª     | 10ª    | 11ª    | 12ª    | 13ª    | 14ª    | 15ª    | 16ª    | 17ª    | 18ª    | 19ª    | 20ª    | 21ª    | 22ª    | 23ª    | 24ª    | 25ª    | 26ª    | 27ª    | 28ª    | 29ª    | 30ª    | 31ª    | 32ª    | 33ª    | 34ª    | 35ª    | 36ª    | 37ª    | 38ª    |    |  |

### Individuali

#### Classifica marcatori
| Gol |  |  | Giocatore       | Squadra       |
| --- |  |  | --------------- | ------------- |
| 26  |  |  | Michael Higdon  | Motherwell    |
| 23  |  |  | Leigh Griffiths | Hibernian     |
| 23  |  |  | Billy McKay     | Inverness     |
| 20  |  |  | Niall McGinn    | Aberdeen      |
| 19  |  |  | Gary Hooper     | Celtic        |
| 13  |  |  | Johnny Russell  | Dundee United |
| 13  |  |  | Steven Thompson | St. Mirren    |
| 12  |  |  | Andrew Shinnie  | Inverness     |
| 11  |  |  | Paul Heffernan  | Kilmarnock    |
| 11  |  |  | Kris Commons    | Celtic        |

#### Giocatore del mese
Di seguito i vincitori.
| Mese      | Giocatore       | Squadra    |
| --------- | --------------- | ---------- |
| Agosto    | Leigh Griffiths | Hibernian  |
| Settembre | Michael Higdon  | Motherwell |
| Ottobre   | Niall McGinn    | Aberdeen   |
| Novembre  | Billy McKay     | Inverness  |
| Dicembre  | Jamie Murphy    | Motherwell |
| Gennaio   | Gary Hooper     | Celtic     |
| Febbraio  | Leigh Griffiths | Hibernian  |
| Marzo     | Nicky Law       | Motherwell |
| Aprile    | Michael Higdon  | Motherwell |